# Blonde Venus
Blonde Venus (bra: A Vênus Loira, A Vênus Loura ou Vênus Loira; prt: A Vénus Loira) é um filme pre-Code estadunidense de 1932, do gênero drama, dirigido por Josef von Sternberg, estrelado por Marlene Dietrich, e coestrelado por Herbert Marshall e Cary Grant. O roteiro de Jules Furthman e S. K. Lauren foi baseado no conto "Mother Love", da própria Dietrich.
A trama retrata a história de uma cantora de boate que se torna amante de um playboy para sustentar seu filho e seu marido doente.
Apesar de sua recepção inicial, o filme conquistou, ao longo dos anos, uma grande base de fãs, sendo reconhecido como um clássico cult.

## Sinopse
O químico estadunidense Edward "Ned" Faraday (Herbert Marshall) se casa com uma artista alemã e forma uma família. No entanto, seu trabalho o faz ser envenenado com rádio, o que faz ele precisar urgentemente de um tratamento caro na Alemanha para ter alguma chance de cura. Para angariar fundos, Helen Faraday (Marlene Dietrich), sua esposa, retorna ao trabalho em boates, tornando-se conhecida como a Vênus Loira. Em uma tentativa desesperada de conseguir dinheiro mais rápido, ela se envolve com Nick Townsend (Cary Grant), um milionário. Quando Ned volta curado, ele descobre a traição de sua esposa e começa a desprezá-la. Ele a expulsa de casa e a impede de ver Johnny (Dickie Moore), o filho deles. Sem opções, Helen volta a se dedicar à carreira artística, desta vez em Paris, onde novamente encontra Nick. Noivos, os dois retornam juntos aos Estados Unidos, mas Helen ainda se sente irresistivelmente atraída de volta à sua vida antiga. Agora, ela enfrenta o dilema de ter que escolher entre dois caminhos.

## Elenco
- Marlene Dietrich como Helen Faraday / Helen Jones / Vênus Loira
- Herbert Marshall como Edward "Ned" Faraday
- Cary Grant como Nick Townsend
- Dickie Moore como Johnny Faraday
- Gene Morgan como Ben Smith
- Rita La Roy como "Taxi Belle" Hooper
- Robert Emmett O'Connor como Dan O'Connor
- Sidney Toler como Detetive Wilson
- Morgan Wallace como Dr. Pierce

Não-creditados
- Hattie McDaniel como Cora, a empregada de Helen
- Francis Sayles como Charlie Blaine
- Evelyn Preer como Viola
- Gertrude Short como Recepcionista
- Cecil Cunningham como Dono de Boate
- Glen Cavender como Oficial de Navio
- Émile Chautard como Chautard, o gerente francês
- Ferdinand Schumann-Heink como Henry
- Larry Steers como Gerente de Hotel
- Lloyd Whitlock como Gerente
- Andrea Palma como Helen Faraday (dublê)

## Produção
Os títulos de produção foram "Deep Night" e "Velvet". Na época da produção, a Motion Picture Producers and Distributors of America (MPPDA), formada em 1922, regulava o conteúdo dos filmes. A MPPDA revisava os roteiros usando o Código de Produção, que, embora proibisse a prostituição forçada, permitia que os personagens se envolvessem em solicitação voluntária, desde que o assunto fosse tratado com cuidado.
Josef von Sternberg tentou deixar a Paramount Pictures durante a produção, mas Marlene Dietrich recusou-se a trabalhar com outro diretor, e como ambos estavam sob contrato, Sternberg foi forçado a retornar ao estúdio. Por problemas entre os chefes de produção da Paramount e a história, Sternberg foi suspenso por duas semanas, e após algumas concessões feitas por ele em relação ao roteiro, a produção foi retomada.
Referências sexuais à solicitação direta foram removidas do roteiro durante as negociações entre Sternberg e a MPPDA, e a cena original em que Helen é encontrada pelo Detetive Wilson em Nova Orleães foi reescrita. No filme finalizado, a interação entre Helen e o detetive particular se torna ambígua. Outros aspectos da trama, como adultério, permanecem inconsistentes com o Código de Produção, que não foi aplicado até 1934. A aplicação mais rigorosa das normas cinematográficas impediu a Paramount de relançar o filme após 1934.
Em setembro de 1932, para promover o filme, a revista Screenland publicou a história "The Blonde Venus", de Mortimer Franklin, baseada na segunda versão do roteiro em vez do produto final. A decisão foi tomada porque essa versão do roteiro era mais semelhante aos romances que agradavam às leitoras da revista.

### Músicas
Durante o filme, Dietrich executa três números musicais, incluindo:
1. "You Little So-and-So" – composta por Sam Coslow e Leo Robin
2. "I Couldn't Be Annoyed" – composta por Leo Robin e Richard A. Whiting
3. "Hot Voodoo" – composta por Ralph Rainger e Sam Coslow: Quase oito minutos de duração, sendo principalmente instrumental, com trompete e bateria. Dietrich canta no final.

## Recepção
O filme recebeu uma recepção mista após seu lançamento. Mordaunt Hall, em sua crítica para o The New York Times, chamou-o de "um trabalho confuso, sem imaginação e geralmente desafortunado, aliviado um pouco pelo talento e charme da atriz alemã [Dietrich], e pelo trabalho valente de Herbert Marshall em um papel ingrato".
Jose Rodriguez, para a revista Script, comentou que o tema é "tão antigo quanto a vida e quase tão interessante", elogiando a "força" e a "astúcia instintiva" do diretor.
Forsythe Hardy, para o Cinema Quarterly, deu ao filme uma crítica entusiasmada, chamando-o de "mais brilhantemente polido do que qualquer outro que a América nos enviou este ano". Hardy elogiou a fotografia, escrevendo: "Por uma hora, a tela é preenchida com uma sucessão de imagens adoráveis – detalhes finamente montados e cenários imaginativamente compostos, fotografados com uma câmera incomumente sensível".